# 環太平洋大学協会
環太平洋大学協会（かんたいへいようだいがくきょうかい、英語: Association of Pacific Rim Universities、略称：APRU）は環太平洋地域にある先進的研究大学からなる連合。教育、研究、事業を促進し、同地域の経済、科学、文化の振興を目的とする。

## 加盟校[1]

### 日本
- 東北大学
- 九州大学
- 大阪大学
- 名古屋大学[2]
- 早稲田大学
- 慶應義塾大学

### ロシア
- 極東連邦大学

### 中国
- 復旦大学
- ハルビン工業大学
- 南京大学
- 北京大学
- 上海交通大学
- 清華大学
- 中国科学院大学
- 中国科学技術大学
- 西安交通大学
- 浙江大学

### 香港
- 香港大学
- 香港科技大学
- 香港中文大学

### 中華民国（台湾）
- 国立台湾大学
- 国立清華大学

### 韓国
- ソウル大学校
- 高麗大学校
- 延世大学校
- KAIST
- 浦項工科大学校
- 釜山大学校

### フィリピン
- フィリピン大学

### インドネシア
- インドネシア大学

### タイ
- チュラーロンコーン大学

### シンガポール
- シンガポール国立大学
- 南洋理工大学

### マレーシア
- マラヤ大学

### オーストラリア
- オーストラリア国立大学
- モナシュ大学
- メルボルン大学
- クイーンズランド大学
- シドニー大学
- ニューサウスウェールズ大学

### ニュージーランド
- オークランド大学

### カナダ
- ブリティッシュコロンビア大学

### アメリカ合衆国
- カリフォルニア工科大学
- カリフォルニア大学バークレー校
- カリフォルニア大学デービス校
- カリフォルニア大学ロサンゼルス校（UCLA）
- カリフォルニア大学リバーサイド校
- カリフォルニア大学サンディエゴ校
- カリフォルニア大学サンタクルーズ校
- カリフォルニア大学サンタバーバラ校
- ハワイ大学マノア校
- オレゴン大学
- 南カリフォルニア大学
- ワシントン大学

### メキシコ
- モンテレイ工科大学

### コロンビア
- ロス・アンデス大学

### エクアドル
- サンフランシスコデキト大学（英語: Universidad San Francisco de Quito）

### チリ
- チリ大学